# 南方小记者
《南方小记者》（英語：Southern Junior Journalist）是中国广东广播电视台的唯一一档少儿新闻资讯栏目，也是广东最长寿的少儿新闻栏目，于2001年12月20日开播。節目口號為“南方小记者，快乐说新闻”。在广东省同类少儿节目收视排名第一，也是广东少年儿童了解社会热点和重大事件的窗口。
該節目曾被評為“国家广播电视总局庆祝改革开放40周年优秀少儿节目”。

## 播出时间
- 电视播放
  - 广东广播电视台少儿频道：每周五18:58-19:10首播。
- 南方小记者——超能议事厅
  - 广东广播电视台少儿频道：每周六20:30首播

## 从南方小记者走出来的主持人/名人
部分前南方小记者主持人在成年后踏足传媒行业，成为真正的节目主持人。
- 张可盈：现广东广播电视台体育频道主持人
- 全荃：现凤凰卫视新闻主播
- 徐千惠：现浙江卫视主持人兼新闻主播
- 徐晋：现广东广播电视台经济科教频道主持人兼新闻主播
- 伍时杰：现广东广播电视台珠江频道主持人
- 左羚子：曾任广东广播电视台少儿频道主持人、编导
- 徐昌鹏：曾任凤凰卫视新闻主播、记者
- 黄艺：曾任广东南方卫视主持人
- 黄蕴瑶：曾任广东南方卫视主持人
- 许子萱：曾任香港TVB艺人
- 童雨欣：现声优音画配音演员